# Alberto Mercier
Alberto Francisco Mercier (Buenos Aires, 12 de octubre de 1897-10 de julio de 1987) fue un ruralista y político argentino, desempeñó de facto como Ministro de Agricultura y Ganadería durante las dictaduras de Eduardo Lonardi y Pedro Eugenio Aramburu entre 1955 y 1958.
Era miembro de la Sociedad Rural Argentina (SRA) y yerno de Juan Bernardo Sullivan, quien fuera director de La Forestal S. A, empresa de origen británico poseía 1.500.000 hectáreas de quebrachales en el norte argentino. Tras el golpe de Estado de 1955, fue nombrado en varias carteras ministeriales, entre ellas Justicia y Trabajo. Tras su intervención en el ministerio de Agricultura y Ganadería, Aramburu, a recomendación de Mecier, dio de baja los acuerdos de comercio de trigo firmados con la Unión Soviética.